# Русское Баймаково
Русское Баймаково — деревня, центр сельской администрации в Рузаевском районе. Население 388 чел. (2001), в основном русские.
Расположена на речке Юнейке, в 25 км от районного центра и 7 км от железнодорожной станции Пайгарм. Название-антропоним: по имени татарина Баймака. Основано в середине 17 в. как русская община в составе деревни Мордовское Баймаково служилыми людьми Шишкеевско-Инсарской засечной черты. В 19 в. принадлежало роду Огарёвых. В «Списке населённых мест Пензенской губернии» (1869) Русское Баймаково — деревня владельческая из 47 дворов (413 чел.) Инсарского уезда. В «Списке населённых мест Средне-Волжского края» (1931) Русское Баймаково — деревня из 153 дворов (690 чел.). В 1930-е гг. были созданы колхозы «9 января», «Якстерь тяште» («Красная звезда»), «Память Ленина», с 1950 г. — совхоз, с 1993 г. — ТОО «Дружба». В современной деревне — средняя школа, библиотека, Дом культуры, столовая, пекарня, кирпичный завод; Покровская церковь. В Русско-Баймаковскую сельскую администрацию входят с. Кулишейка (36 чел.), Новый Усад (118), Спасское (28), пос. рзд. Пайгарм (17; родина Героя Советского Союза А. П. Рубцова), д. Макаровка (3) и Баймаково (3 чел.).

## Источник
- Энциклопедия Мордовия, А. Н. Камдин.